# Otis Taylor
Otis Taylor (Chicago, Illinois, Estados Unidos, 30 de julio de 1948) es un músico de blues americano.  Es un multinstrumentista que toca la guitarra, el banjo, la mandolina y la armónica.

## Carrera
Taylor nació en Chicago y se trasladó de joven a Denver, Colorado donde creció. Originalmente aprende a tocar el banjo, pero su padre quería hacer de él un músico de jazz.  Al ver que el banjo, que era originalmente un instrumento africano, es más usado en la música bluegrass, Taylor empezó a centrarse más en la guitarra y la armónica. 

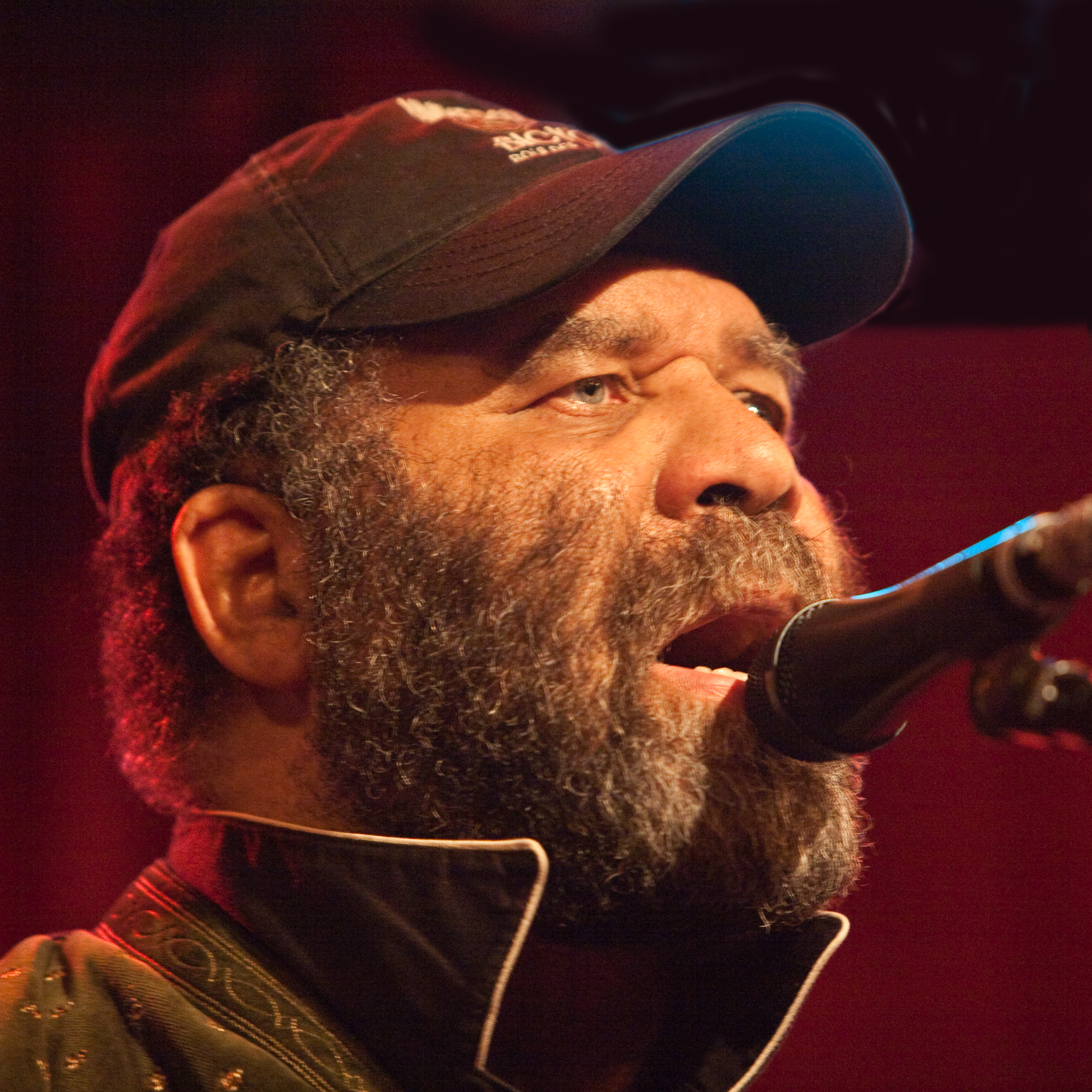
Otis Taylor en Estocolmo 2012

Toca profesionalmente en Europa y los Estados Unidos en varias blues bands, incluyendo Zephyr, hasta 1977, cuándo deja la industria de la música por otras búsquedas, incluyendo hacerse anticuario.
Taylor regresó a la música en 1995 y hasta 2015 ha publicado catorce álbumes de blues. Su música tiende a focalizarse en las realidades duras de la vida, especialmente relacionadas con la comunidad negra.  Algunos temas comunes en su música son el asesinato, el racismo, la pobreza y la necesidad de redención. Hasta la fecha, Taylor tiene doce nominaciones a los Blues Music Awards mientras que White African fue nombrado 'Mejor Debut de Artista'.
Down Beat  nombró al álbum de Taylor Truth is Not Ficción como Blues CD del Año en el 2002, a Double V del año 2005, a Definition of a Circle del año 2007 y a Recapturing the Banjo del año 2008.

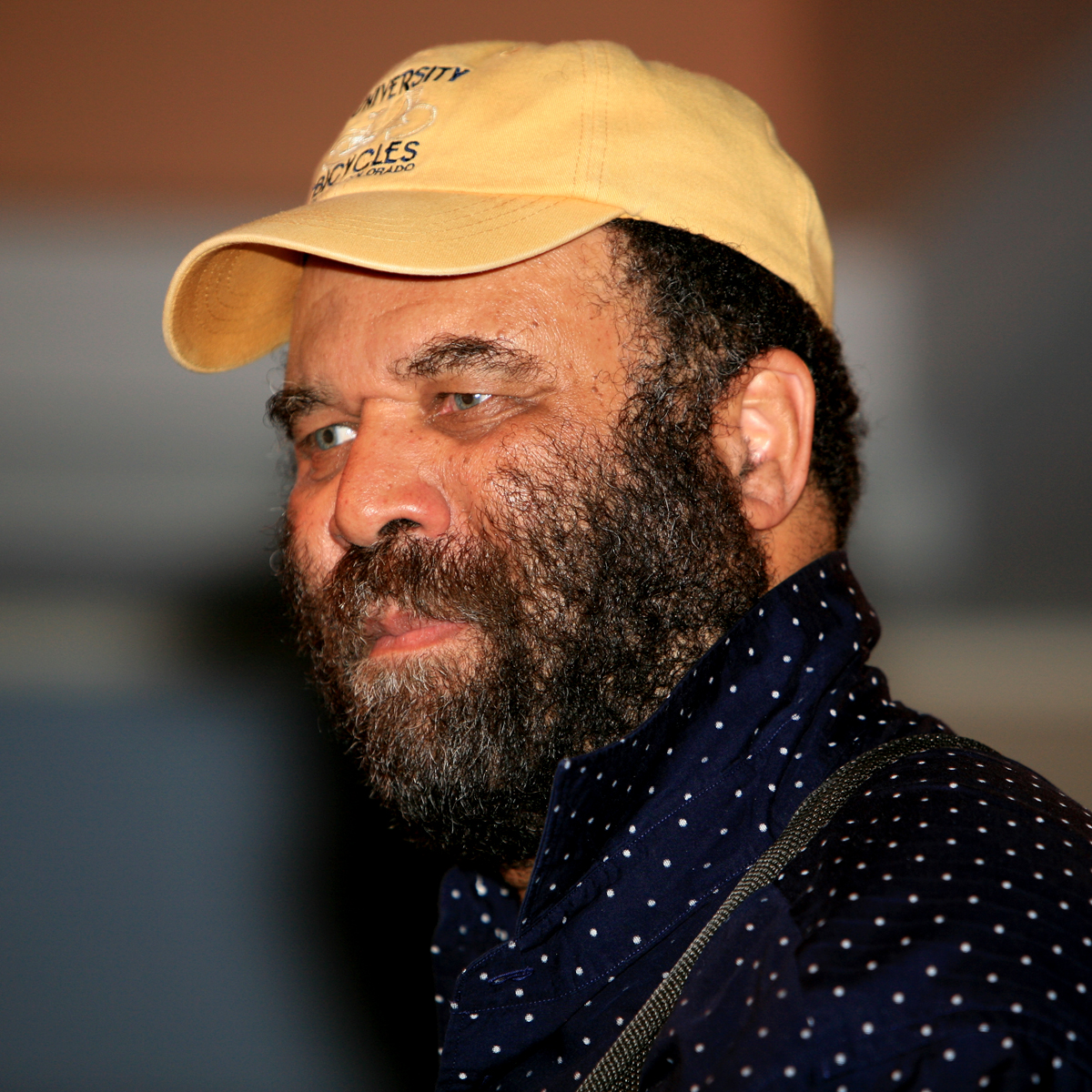
Otis Taylor en San Diego 2006

En la revista Living Blues los lectores en su encuesta otorgaron a Taylor (junto con Etta James) el título de "Mejor Artista Blues" en 2004. 
Su álbum de 2008, Recapturing the Banjo, fue un intento de reconectarse a él mismo y al mundo con los verdaderos orígenes africanos del banjo.
Taylor fue el telonero en las giras europeas de Gary Moore  de 2007/8/9 y toca en su último álbum.
Su álbum de 2015 "Hey Joe Opus Red Meat" fue escogido álbum del año en Blues Music Magazine y en Premier Guitar Magazine. Álbum del año por Blues411 y 2º por Twangville. 

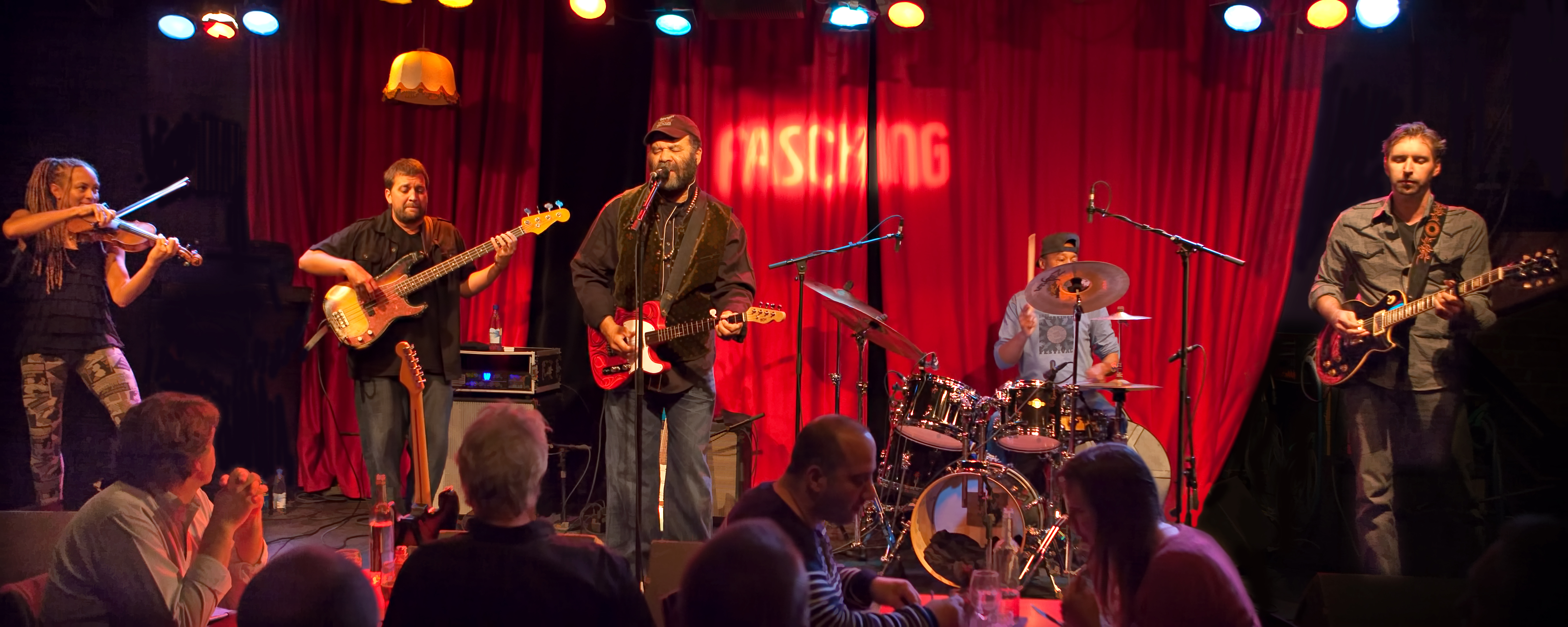
Otis Taylor Band en Estocolmo 2012

## Familia
Taylor se casó con Carol Ellen Bjork en 1985. Tienen dos hijas, Cassie Taylor y Jae Taylor. Su hija Cassie también cantante, está presente en muchos de sus álbumes. También toca muchos instrumentos incluyendo el bajo y canta.

## Discografía

### Álbumes
- Blue-Eyed Monster (1996)
- When Negroes Walked the Earth (1997/Re-released 2000, Shoelace Music)
- White African (2001, Northern Blues Music)
- Respect the Dead (2002, Northern Blues Music)
- Truth Is Not Fiction (24 de junio de 2003, Telarc International)
- Double V (27 de abril de 2004, Telarc International)
- Below the Fold (23 de agosto de 2005, Telarc International)
- Definition of a Circle (27 de febrero de 2007, Telarc International)
- Recapturing the Banjo (5 de febrero de 2008, Telarc International)
- Pentatonic Wars and Love Songs (23 de junio de 2009, Telarc International)
- Clovis People, Vol. 3 (11 de mayo de 2010, Telarc International)
- Contraband (13 de febrero de 2012, Telarc International)
- My World Is Gone (12 de febrero de 2013, Telarc International)[4]
- Hey Joe Opus Red Meat (13 de febrero de 2015, Trance Blues Festival Records (and inakustik for Europe))[5]
- Fantasizing About Being Black (17 de febrero de 2017, Trance Blues Festival Records)

### Bandas sonoras
- Shooter - Music from the Motion Picture (2007) - "Nasty Letter"
- Public Enemies soundtrack (2009) (the tracks "Ten Million Slaves" from Recapturing the Banjo and "Nasty Letter" from Truth is Not Fiction)

### Álbumes de recopilación

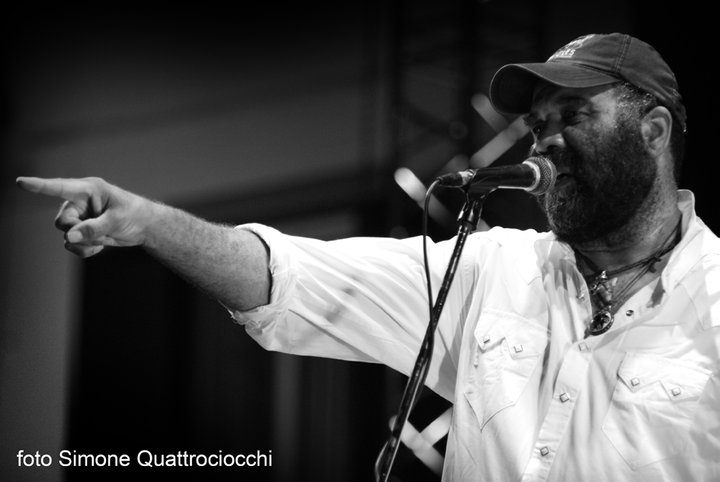
Otis Taylor en el Liri Blues fest., Italia, en 2010

- Screamin' and Hollerin' the Blues, Shanachie Records, 2000

- Get the Blues, NARM, 2001
- The Future of the Blues, Northern Blues, 2002
- The Blues Foundation Presents Blues Greats, The Blues Foundation, 2002
- Beyond Mississippi, Manteca, 2002
- Harley Davidson Roadhouse Blues, The Right Stuff Records, 2002
- Roadhouse Blues, Capitol Records, 2003
- Exile on Blues Street, Telarc International, 2003
- Blues Music Awards, The Blues Foundation, 2007
- Collection, Telarc International, 2014

### Apariciones de artista invitado
- Gary Moore: Bad For You Baby, Eagle Records, 2008